# Luigi's Mansion 3
Luigi's Mansion 3 är ett  actionäventyrsspel som är utvecklat av nu Nintendoägda Next Level Games till Nintendo Switch. Spelet utannonserades för första gången under spelpresentationen "Nintendo Direct" i september 2018 och lanserades sedan 31 oktober 2019.

## Handling
Luigi och hans vänner är inbjudna till ett exklusivt hotell under deras semester. Vad som verkar vara ett vanligt hotell blir snabbt motsatsen och King Boo och Helen Graverly kidnappar Mario, Peach och tre Toads i tavlor. Det blir nu Luigis uppdrag att rädda sina kompisar samtidigt som han kämpar för att bestrida sin mycket stora rädsla för spöken. Hotellet är inte längre lika vänligt som tidigare, utan är fyllt med olika typer av spöken som Luigi måste fånga med sin dammsugare "Poltergust G-00". På vägen får Luigi hjälp av Professor E.Gadd och hans uppfinningar. För att ta sig fram i spelets story behöver Luigi hitta hissknappar för att ta sig till nästa våning och utmaning. Luigi hittar på vägen sina vänner en efter en och använder en av E.Gadds uppfinningar för att befria dem från tavlorna. 

## Nyckelfunktioner
Luigi har i den tredje uppföljaren ett stort utbud av prylar och förmågor:
- Poltergust G-00, Luigis nya dammsugare har många nya förmågor som låses upp progressivt. 
  - Slam: Luigi kan slå spöken i marken för att snabbare fånga dem.
  - Suction Shot: Luigi kan med hjälp av en sugpropp fästa sig till platta ytor för att sedan dra loss till exempel dörrar, resväskor som står i vägen, eller ovanligt stora vattenmeloner som hindrar honom från att komma vidare.
  - Burst: Luigis dammsugare kan blåsa ut luft neråt för att få honom att lyfta från marken och på så sätt "hoppa" över hinder som kommer mot honom.
- Gooigi, Luigi har tack vare E.Gadd fått en slajmtvilling, därav namnet "goo-igi", som har andra egenskaper än honom. 
  - Gå genom galler eller spikar: Gooigi kan gå genom spikar eller galler för att hitta och använda saker som Luigi själv inte skulle kunnat.
  - Åka genom rör: Googi kan åka genom bland annat avloppsrör för att komma till platser som skulle vara oåtkomliga för Luigi.
  - Multiplayer: Googi möjliggör flerspelarläge mellan 2 personer. En person spelar som Luigi och den andra som Gooigi och behöver samarbeta för att ta sig vidare i spelet.

## Hotellet
Hotellet består av 17 våningar med för det mesta olika teman som en filmstudio, en discovåning, ett museum, eller ett piratskepp. Våningarna låses upp progressivt genom att samla in hissknappar. 
Utöver hotellet finns även en annan byggnad som agerar som Onlinespel. I den så kallade ScareScraper tävlar 1-8 personer online i slumpmässigt genererade hotellvåningar för att komma vidare till nästa våning genom att fånga spöken eller att rädda Toads med mera. 